# Trådräknare
Trådräknare avser ett fällbart förstoringsglas ursprungligen konstruerat för inspektion av textilier, därav namnet, men används ofta som bärbar lupp. Trådräknare kan fällas ihop vilket gör den idealisk för transport i fickan.